# Шартонка
Шарто́нка (рос. Шартонка) — селище у складі Новокузнецького району Кемеровської області, Росія. Входить до складу Кузедеєвського сільського поселення.

## Населення
Населення — 23 особи (2010; 32 у 2002).
Національний склад (станом на 2002 рік):
- росіяни — 50 %